# Václav Žďárský
Václav Žďárský (26. listopadu 1951 Vrchlabí – 24. ledna 2020 Nový Bydžov) byl český písničkář, básník, prozaik a duchovní Církve československé husitské.

## Život
Chtěl studovat konzervatoř, ale nepřijali jej, a tak nastoupil na brigádu do VCHZ Synthesia Semtín, která se nakonec protáhla na 22 let. V polovině 80. let se opakovaně, avšak marně hlásil na teologická studia na Husovu československou bohosloveckou fakultu. Složil tedy alespoň zkoušky z teologického minima a začal působit jako laický kazatel Církve československé husitské. V téže době se seznámil s významnou pardubickou rodinou Vokolkových – s Květou, členkou Apoštolátu sv. Františka, která byla po únoru 1948 vězněna, a s jejími bratry: Vladimírem (vydavatel, básník, prozaik a esejista), Vlastimilem (tiskař, nakladatel a přítel českých katolických modernistů) a Vojmírem (malíř a sochař), se kterým ho pojilo nejužší přátelství.
Po pádu komunismu byl v červenci 1990 v pardubickém sboru vysvěcen na jáhna a ustanoven duchovním v Přelouči. Po sedmi letech se přestěhoval do Nového Bydžova, kde působil jako farář CČSH do roku 2015. V roce 2007 mu byla diagnostikována Parkinsonova choroba. Do konce života zůstal jako pomocný duchovní ve farnosti Církve československé husitské v Novém Bydžově. Coby písničkář vystupoval v rozhlasových pořadech Karla Vepřeka, později pod vlivem básníků sdružených ve Skupině XXVI přesedlal na poezii. Napsal několik básnických sbírek (Houpačka, Akční nabídka a Pták pokadil mi hlavu), které vydával u faráře CČSH Erwina Kukuczky, jenž na počátku 70. let založil samizdatovou edici Louč.

## Dílo
- Chemička, má láska (Theo, 2013) – novela o lidech z pardubické fabriky
- Pyroman (CD) – spolu s Josefem Švehlou a Antonínem Míkem
- Boží ZOO (Královéhradecká diecéze Církve českoslov. husitské, 2018)